# Timocom
Die TIMOCOM GmbH mit Hauptsitz in Erkrath ist ein deutsches IT- und FreightTech-Unternehmen. Es wurde 1997 gegründet und versteht sich als Dienstleister für alle an Straßentransporten beteiligten Akteure. Das Hauptprodukt des Familienunternehmens ist der „TIMOCOM Marktplatz“, eine Webanwendung für die Digitalisierung des kompletten Transportprozesses im Straßengüterverkehr. Herzstück des Marktplatzes ist eine Frachtbörse.
TIMOCOM hat Repräsentanzen in Polen, Tschechien und Ungarn. Im Geschäftsjahr 2020 erzielte das Unternehmen einen Umsatz von 85,3 Mio. Euro. Das Unternehmen beschäftigt insgesamt mehr als 650 Mitarbeiter aus über 40 Nationen.
TIMOCOM ist mit seiner Fracht- und Laderaumbörse, ursprünglich TC Truck&Cargo, einer der Marktführer in Europa. In dieser werden Angebot und Nachfrage an Transportleistungen über einen eigenen Online-Marktplatz vermittelt. Bei der Leserwahl des ETM-Verlags wurde TIMOCOM von 2008 bis 2021 jedes Jahr als „Beste Marke“ in der Kategorie „Transportplattformen“, bzw. „Frachtbörsen“ ausgezeichnet.
Die Produkte und Dienstleistungen des Unternehmens werden in 46 europäischen Ländern und in 24 Sprachen angeboten.

## Geschichte

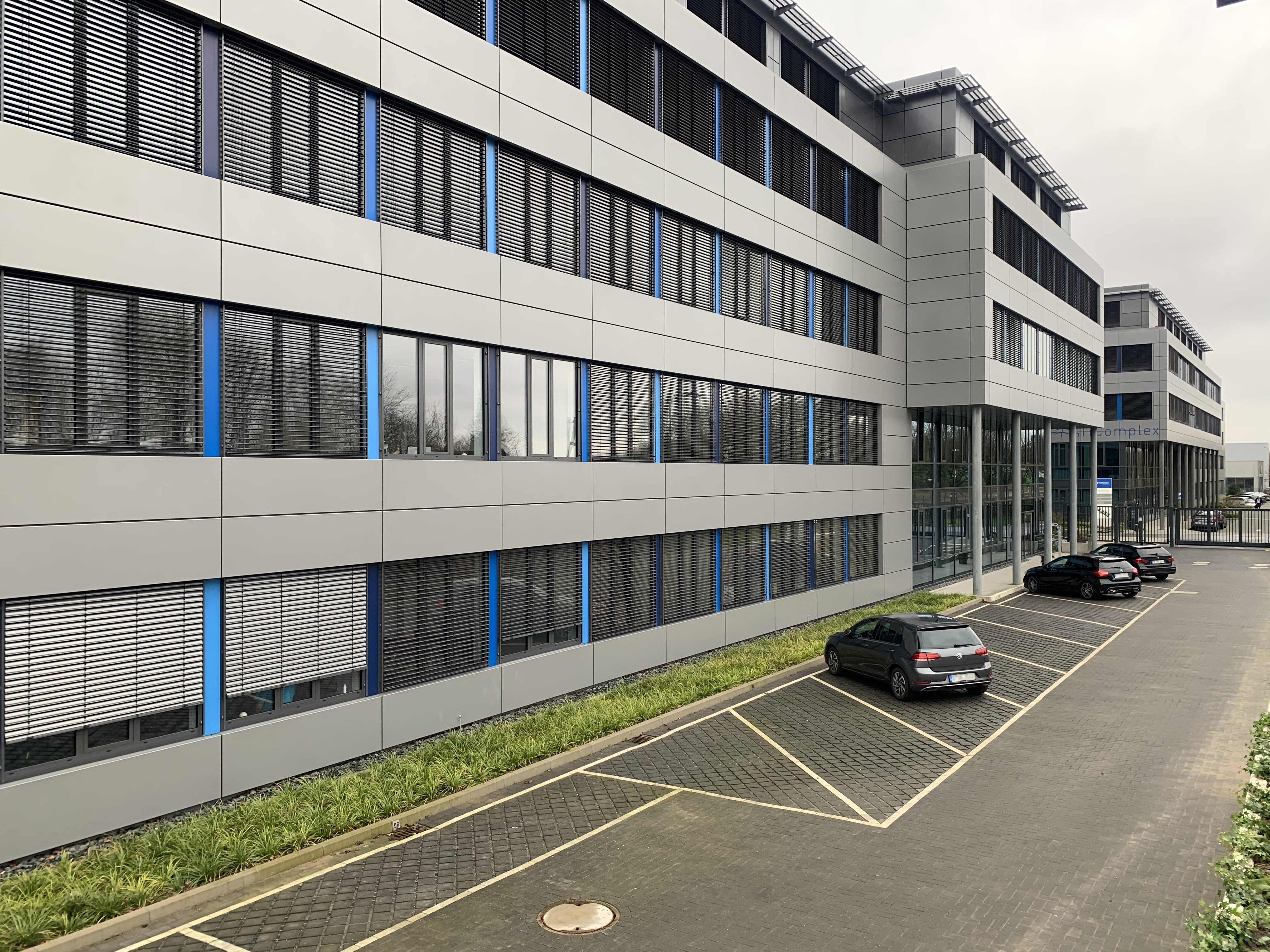
Firmengebäude in Erkrath

Im Jahr 1997 gründeten die Unternehmer Jens Thiermann und Jürgen Moorbrink sowie die Software-Entwickler Gunther Matzaitis und Oliver Schubert die TimoCom Soft- und Hardware GmbH. Der erste Teil des Firmennamens „Timo“ ist aus den Anfangsbuchstaben der beiden erstgenannten Gründer entstanden. Als erstes Produkt stellte das Unternehmen die Fracht- und Laderaumbörse TC Truck&Cargo vor, welche es den Nutzern ermöglichte, Fracht bzw. Transportfahrzeuge digital zu vermitteln und kostenintensive Leerfahrten zu vermeiden.
In den kommenden Jahren baute TIMOCOM das Angebot zu einer umfangreichen Transportplattform aus. Unter anderem wurden Anwendungen zur Kostenkalkulation, Routenplanung, Vergabe von Lagerflächen sowie für Fahrzeug-Tracking und langfristige Transportausschreibungen ergänzt.
2006 ging TIMOCOM online und ermöglichte Nutzern fortan das Einstellen von Angeboten in Echtzeit. Dieser Schritt veränderte maßgeblich die Prozesse von Logistikunternehmen in Europa.
Da auf der TIMOCOM Transportplattform täglich hunderttausende Angebote eingestellt wurden, entschloss man sich 2009, das Verhältnis von Angebot und Nachfrage in einem neuen Service online zur Verfügung zu stellen. Das Transportbarometer dient heute vielen Unternehmen als Kontrollinstanz für ihre Preiskalkulation und zur Kapazitätsplanung.
2014 zog die Firmenzentrale nach Erkrath-Hochdahl in einen dafür errichteten Neubau um. Der Anbau eines zweiten Gebäudekomplexes wurde 2017 abgeschlossen.
2019 gab Jens Thiermann die operative Geschäftsführung an seinen Sohn Tim Thiermann, Managing Partner, ab. Seitdem leitet dieser gemeinsam mit Sebastian Lehnen, Member of the Executive Board, das Unternehmen.
Seit 2023 ist das zweite Gebäude größtenteils vermietet, da TIMOCOM aufgrund eines hybriden Arbeitskonzepts deutlich weniger Bürofläche benötigt als zuvor.

## Produkt
Marktplatz für den Straßengüterverkehr
Der Marktplatz für den Straßengüterverkehr vereint unterschiedliche Anwendungen zur digitalen Unterstützung von Transportprozessen mit einem europaweiten Logistiknetzwerk aus über 55.000 geprüften Kunden.
Er lässt sich über individuelle Schnittstellen mit bereits vorhandenen Logistik- und Telematiksystemen verbinden. Zum Angebot gehören neben unterschiedlichen Services auch verschiedene Schnittstellen für die mehr als 156.000 Nutzer.
- Ausschreibungen
- Fracht-  und Laderaumbörse  (Frachtenbörse)
- Inkasso International
- Lagerbörse
- Live-Sendungsverfolgung
- LKW-Tracking
- Routen & Kosten
- Transportaufträge
- Transportbarometer
- Unternehmensprofile
- Warentransportversicherung (in Kooperation mit SCHUNCK GROUP)[31]
- Zahlungsdienste (in Kooperation mit JITpayTM)[32]

Schnittstellen
- Frachtenbörse
- Sendungsverfolgung
- Transportaufträge
- Tracking

- Unternehmensprofile

## Öffentliche Wahrnehmung
Gesellschaftliches Engagement
2012 gründete Jens Thiermann den Verein Transportbotschafter e.V., der im Bereich der Nachwuchsförderung u. a. mit dem Deutschen Speditions- und Logistikverband (DSLV) kooperierte. Heute engagiert sich der Verein weiterhin in der Nachwuchsförderung, hat seinen Schwerpunkt „Sicherheit im Straßenverkehr“ jedoch auf weitere Zielgruppen ausgeweitet. Er führt Tote-Winkel-Schulungen für Kinder durch, setzt sich für mehr Spiegeleinstellflächen für LKW ein, engagiert sich im Kampf gegen Alkohol am Steuer und informiert über die Arbeitswelt von Berufskraftfahrern, um mehr gegenseitige Akzeptanz unter den Verkehrsteilnehmern herbeizuführen.
TIMOCOM engagiert sich beim Aktionstag der Wirtschaft, einer Initiative des Wirtschaftskreis Erkrath, bei dem lokale soziale und kulturelle Projekte mit Unterstützung der ortsansässigen Unternehmen realisiert werden.
Anfang 2019 kündigte das IT-Unternehmen an, den Bau einer Kindertagesstätte in Erkrath zu finanzieren. Für die Investitionssumme von ca. drei Millionen Euro entstand auf dem Gelände eines ehemaligen Kindergartens ein Neubau, der Betreuungsplätze für 75 Erkrather Kinder im Alter bis sechs Jahren bietet. Das Gebäude trägt den Namen „Kindertagesstätte TIMOs Fuchsloch“ und wurde 2020 eröffnet.
Seit 2011 setzt sich TIMOCOM für nachhaltiges Wirtschaften ein. In seinen Gebäuden setzt das IT-Unternehmen  auf Ökostrom und energieeffiziente Technik. Darüber hinaus wurde 2016 in einer Studie von Green Router nachgewiesen, dass durch die Nutzung der Frachtenbörse von TIMOCOM Leerfahrten und somit auch der CO2-Ausstoß reduziert werden.
Von Dezember 2020 bis zum 30. September 2021 stellte die Firma einen Teil ihrer Räumlichkeiten dem Kreis Mettmann für den Betrieb eines Corona-Impfzentrums zur Verfügung.